# Juventus Italia Football Club 1914-1915
Questa pagina raccoglie i dati riguardanti la Juventus Italia Football Club nelle competizioni ufficiali della stagione 1914-1915.

## Organigramma societario
Area direttiva
- Presidente: Leopoldo Paltenghi
- Presidente Onorario: duca Uberto Visconti di Modrone
- Vicepresidente: F. Mario Bellini
- Consiglieri: Giuseppe Agostoni, rag. Cesare Carugati, Carmine Carugati, Enrico Granata, Aldo Montanari
- Sindaci: rag. Vito Gemelli, Ferdinando Piovella
- Sede: Bar Regina Piazza San Giovanni in Conca 2, Milano.
- Campo: Via Carlo Ravizza, dimensioni 60x105

Area organizzativa
- Segretario: Ferdinando Pasini
- Cassiere: Luigi Galluzzi

Area tecnica
- Commissione Sportiva: Carmine Carugati (direttore), Piero Agostoni, F. Mario Bellini
- Allenatori: rag. Vito Gemelli, Enrico Granata e Achille Pasini

## Rosa
| N. |                   | Ruolo | Calciatore         |
| -- | ----------------- | ----- | ------------------ |
|    | Italia (bandiera) | P     | Egidio Fontana     |
|    | Italia (bandiera) | D     | Cesare Paltenghi   |
|    | Italia (bandiera) | D     | Giuseppe Agostoni  |
|    | Italia (bandiera) | D     | Giuseppe Sessa     |
|    | Italia (bandiera) | C     | Umberto Milocco    |
|    | Italia (bandiera) | C     | Colombo            |
|    | Italia (bandiera) | C     | Mario Corino       |
|    | Italia (bandiera) | C     | Gaspare Sacchi     |
|    | Italia (bandiera) | C     | Coriolano Del Cero |
|    | Italia (bandiera) | C     | Giuseppe Gattoni   |
|    | Italia (bandiera) | A     | Botte              |
|    | Italia (bandiera) | A     | Meo                |
|    | Italia (bandiera) | A     | Cesare Balbo       |

| N. |                        | Ruolo | Calciatore            |
| -- | ---------------------- | ----- | --------------------- |
|    | Italia (bandiera)      | P     | Mario Rossetti        |
|    | Inghilterra (bandiera) | A     | James Harris          |
|    | Italia (bandiera)      | A     | Gianantonio Maggi (I) |
|    | Italia (bandiera)      | A     | Roberto Cozzi         |
|    | Italia (bandiera)      | A     | Emilio De Martino     |
|    | Italia (bandiera)      | A     | Battista Cavalleri    |
|    | Italia (bandiera)      | A     | Aldo Montanari        |
|    | Italia (bandiera)      | A     | Cesare Rolfo          |
|    | Italia (bandiera)      | A     | Eusebio Teglia        |
|    | Italia (bandiera)      | A     | Tolomeo Tognasso (I)  |
|    | Italia (bandiera)      | A     | Clemente Vitale       |
|    | Inghilterra (bandiera) | A     | James White           |
|    | Italia (bandiera)      | A     | Piero Agostoni        |